# Dorgali
Dorgali – miejscowość i gmina we Włoszech, w regionie Sardynia, w prowincji Nuoro. Graniczy z Galtellì, Baunei, Lula, Nuoro, Oliena, Orgosolo, Orosei, Orune i Urzulei.
Według danych na rok 2019 gminę zamieszkiwało 8.502 osób, 38 os./km².